# Consejero primero del Gobierno de Cataluña
El consejero primero fue un miembro del Gobierno de Cataluña con competencias propias, nombrado y separado por el presidente de la Generalidad de Cataluña, dando cuenta de ello al Parlamento. Es considerado por algunos el análogo propio catalán del cargo que desarrolla el primer ministro en algunos países europeos, si bien sus poderes palidecen considerablemente frente a los de otros «jefes de gobierno»; más bien ha de asimilarse al cargo de jefe de gabinete de Argentina o, en todo caso, al primer ministro de Francia. Su estatus se describe en el nuevo Estatuto de Autonomía como una figura que puede, opcionalmente, existir en el Gobierno; se regula por ley del Parlamento de Cataluña. Su tratamiento era el de honorable señor, el mismo que el del resto de los consejeros.
No obstante, esta presentación ha de entenderse con reparos: así, el Consejero Primero no tiene asignadas funciones estatutarias específicas, más allá de las que le conceda una futura Ley del Gobierno, aún inexistente, a que se remite el Estatuto, y las que le encomiende, en su caso, el presidente de la Generalidad; no preside tampoco el Gobierno, tarea que corresponde al Presidente de la Generalidad, salvo delegación o ausencia de este; no designa ni participa en la designación de los demás consejeros del Gobierno; no recibe investidura tampoco, ni es susceptible de censura vinculante, del Parlamento de Cataluña; su cese o dimisión no afecta al resto del Gobierno, que continúa en sus funciones de pleno derecho; es, por último, un cargo eventual, no necesario, en el Gobierno de la Generalidad, a consideración política del Presidente. Podría, pues, aceptarse un paralelismo razonable con un primer ministro sólo en los Gobiernos ampliamente presidencialistas: así quizás, en el sistema constitucional peruano o, con grandes matices, en el francés.
El consejero primero del Gobierno tiene despacho propio en el Palacio de la Generalidad de Cataluña, en la parte edificada por Pere Blai en el siglo XVI, conocida como el Cos renaixentista.

## Historia
Con la institución del autogobierno en la Generalidad republicana se fue definiendo la figura de jefe de Gobierno, pese a que con distinta terminología:
- Cap del Consell Executiu/Jefe del Consejo Ejecutivo, ocupado por Joan Lluhí en el primer Gobierno estatutario de 1932.
- Conseller Delegat/Consejero Delegado, ocupado por Carles Pi i Sunyer en el segundo Gobierno estatutario de 1933.
- Conseller Primer/Consejero Primero, ocupado por Miquel Santaló en el tercer Gobierno estatutario de 1933, y por Josep Tarradellas entre 1936 y 1937.
- Conseller en Cap/Consejero en Jefe, cargo con que Jordi Pujol quiso recuperar la figura con el fin de reforzar a Artur Mas, que en las elecciones al Parlamento de Cataluña de 2003, encabezó la candidatura de Convergència i Unió.

Este cargo fue sustituido de nuevo el 17 de marzo de 2005 por el de Consejero Primero, al considerarse que la denominación Conseller en Cap designaba históricamente un cargo del Ayuntamiento de Barcelona y no de la Generalidad de Cataluña. De esta manera además, quiso subrayarse la semejanza funcional y orgánica con la figura de un primer ministro.

## Listado de consejeros primeros
| N.º | Nombre                   | Inicio                   | Fin                     | Partido |
| --- | ------------------------ | ------------------------ | ----------------------- | ------- |
| 1.  | Joan Lluhí               | 1932                     | 1933                    | ERC     |
| 2.  | Carles Pi i Sunyer       | 1933                     | 1933                    | ERC     |
| 3.  | Miquel Santaló           | 4 de octubre de 1933     | 1 de enero de 1934      | ERC     |
| 4.  | Joan Casanovas           | 31 de julio de 1936      | 1936                    | ERC     |
| 5.  | Josep Tarradellas        | 26 de septiembre de 1936 | 5 de mayo de 1937       | ERC     |
| –.  | Josep Tarradellas        | 1954                     | 1954                    | ERC     |
| 6.  | Artur Mas                | 17 de enero de 2001      | 20 de diciembre de 2003 | CDC     |
| 7.  | Josep-Lluís Carod-Rovira | 20 de diciembre de 2003  | 27 de enero de 2004     | ERC     |
| 8.  | Josep Bargalló           | 20 de febrero de 2004    | 11 de mayo de 2006      | ERC     |

## Regulación y competencias
Se trata de una figura a casi todos los efectos de reciente creación, pues si bien ha existido intermitentemente en numerosas ocasiones, lo cierto es que sus competencias han variado considerablemente de unos casos a otros, dado lo personalísimo del cargo y su forma jurídica de creación y configuración, mediante Decreto del Presidente. Esto todo ha variado sustancialmente, cuanto menos en el plano jurídico, desde la promulgación del nuevo Estatuto de Autonomía de Cataluña de 2006, que, si bien muy someramente, lo contempla peculiarmente y le concede rango de figura estatutaria, diferenciándolo así expresamente del resto de miembros del Gobierno. Así, en su artículo 68.2 establece que

El Gobierno se compone del Presidente o Presidenta de la Generalitat, el Consejero Primero o Consejera Primera, si procede, y los Consejeros.

dedicándole a esta figura la totalidad y el encabezado del artículo 69, que dice así:
ARTÍCULO 69. El Consejero Primero o Consejera Primera:

El Presidente o Presidenta de la Generalitat por Decreto puede nombrar y separar a un Consejero Primero o Consejera Primera, de todo lo cual debe dar cuenta al Parlamento. El Consejero Primero o Consejera Primera es miembro del Gobierno. El Consejero Primero o Consejera Primera, de acuerdo con lo establecido por la ley, tiene funciones propias, además de las delegadas por el Presidente o Presidenta.

Dice a su vez, estableciendo quizás con ello la única competencia específicamente estatutaria, el artículo 67 (dedicado, por otra parte, al Presidente de la Generalitat) en sus apartados 8 y 9 lo siguiente:

El Consejero Primero o Consejera Primera, si lo hubiere, o el Consejero o Consejera que determine la ley suple y sustituye al Presidente o Presidenta de la Generalitat en los casos de ausencia, enfermedad, cese por causa de incapacidad y defunción. La suplencia y sustitución no permiten ejercer las atribuciones del Presidente o Presidenta relativas al planteamiento de una cuestión de confianza, la designación y el cese de los Consejeros y la disolución anticipada del Parlamento.
El Presidente o Presidenta de la Generalitat, si no ha nombrado a un Consejero Primero o Consejera Primera, puede delegar temporalmente funciones ejecutivas en uno de sus Consejeros.

Cabe destacarse, pues, que hasta la fecha los más completos memorandos acerca de las competencias que ha desempeñado en la historia esta singular figura ahora elevada a rango estatutario se hallan probablemente en los Decretos de nombramiento de cada uno de sus titulares y de organización de sus Departamentos en las distintas legislaturas. No obstante lo cual, puede decirse con carácter general que todos los Consejeros Primeros y sus asimilables han ostentado hasta la fecha y entre otras las siguientes encomiendas: desplegar las directrices generales de la acción de gobierno y velar para que se apliquen, convocar y presidir las Comisiones del Gobierno, facilitar la información que el Parlamento de Cataluña solicite al Gobierno e impulsar y coordinar la actividad de los departamentos.